# Кутиска
Кути́ска — село в Україні, у Лановецькій міській громаді на півдні Кременецького району Тернопільської області. В селі протікає річка Буглівка. До 2020 року підпорядковувалося Печірнянській сільраді. До Кутисок приєднаний хутір Кутиський.
Населення — 179 осіб (2001).

## Історія
Перша писемна згадка — 1618 року як власність А. Порицької, тоді ж Кутиска спустошили татари.
На 1936 рік село входило до ґміни Білозірка Кременецького повіту.
12 червня 2020 року, відповідно до розпорядження Кабінету Міністрів України № 724-р «Про визначення адміністративних центрів та затвердження територій територіальних громад Тернопільської області» увійшло до складу Лановецької міської громади.
19 липня 2020 року, в результаті адміністративно-територіальної реформи та ліквідації Лановецького району, село увійшло до складу Кременецького району.

## Релігія

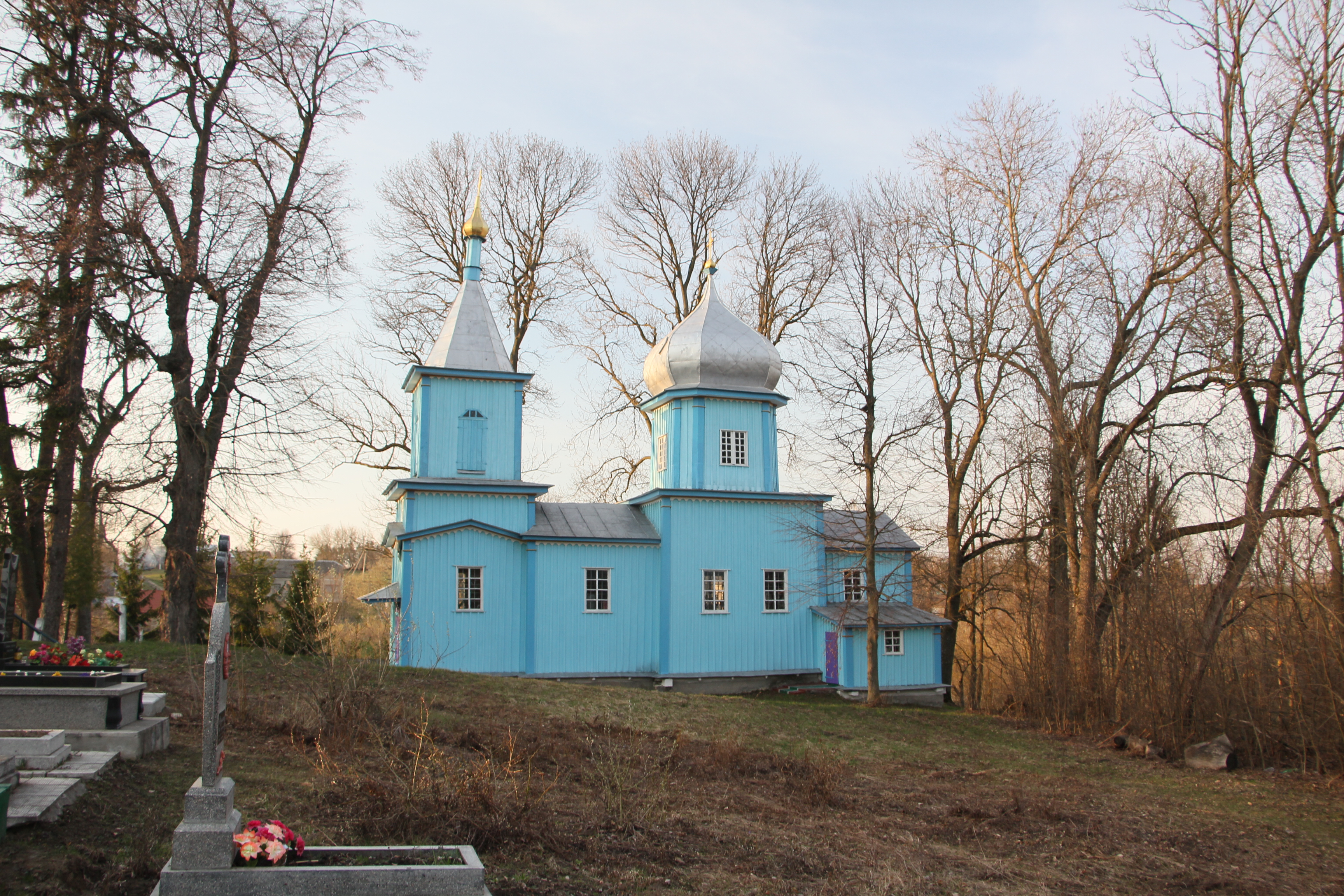
Дерев'яна церква

Є церква Різдва Пресвятої Богородиці (1874, дерев'яна).
У квітні 2015 року громада Різдва Пресвятої Богородиці ухвалила рішення про перехід від УАПЦ до УПЦ КП.

## Пам'ятники
Встановлено пам'ятний знак на так званій «козацькій» дорозі (1991), є дві могили:
- воякам УПА
- на сільському кладовищі є могила радянського бійця Д. Є. Міхеєва, який загинув при визволенні села. Могила огороджена, встановлено обеліск з написом[5].

## Соціальна сфера
Діє бібліотека.

## Народилися
- Іван Климишин — відомий український астроном, популяризатор науки.

• Олександр Вербицький—Учасник бойових дій

## Галерея

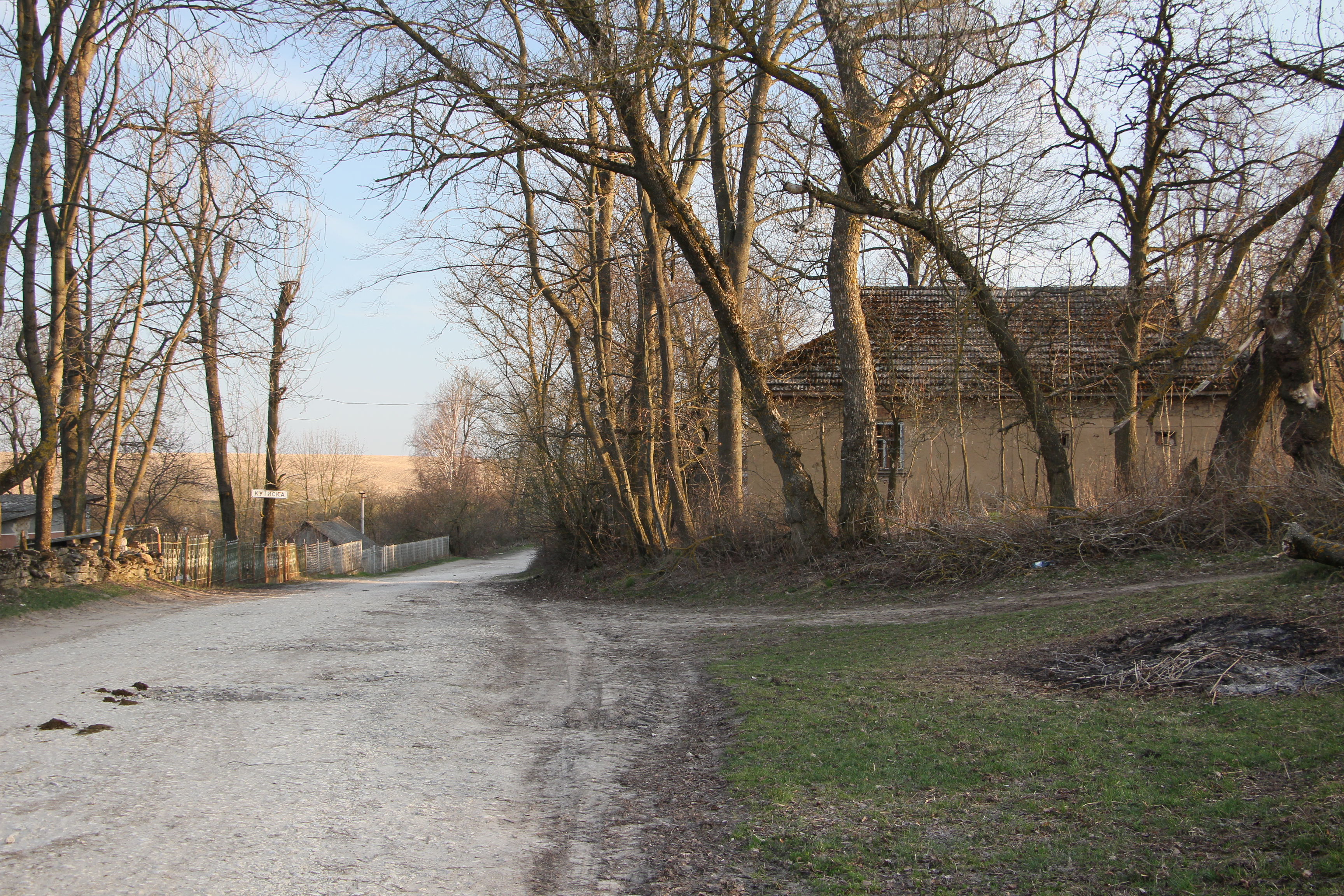
В'їзд до села
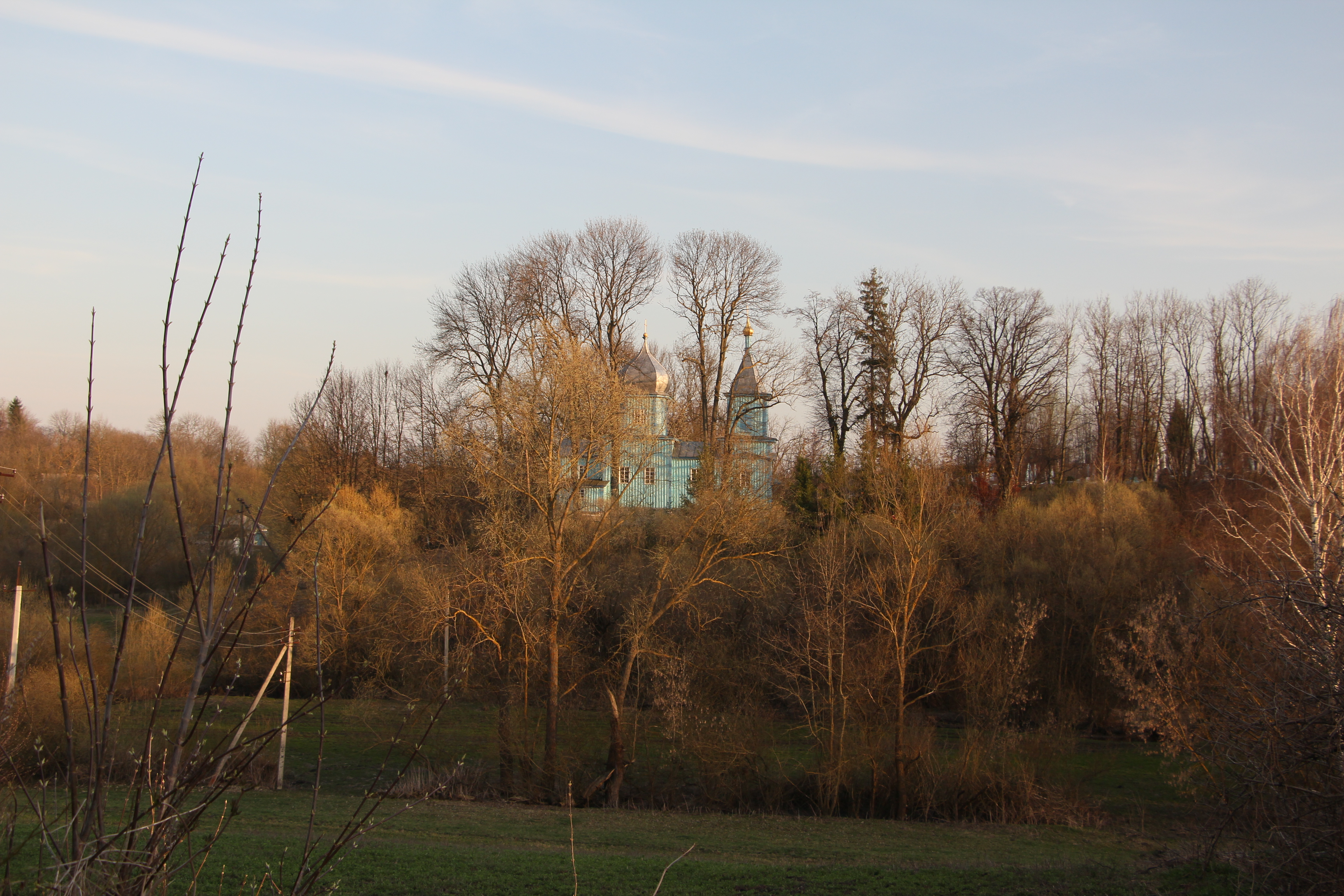
Церква Різдва Пресвятої Богородиці
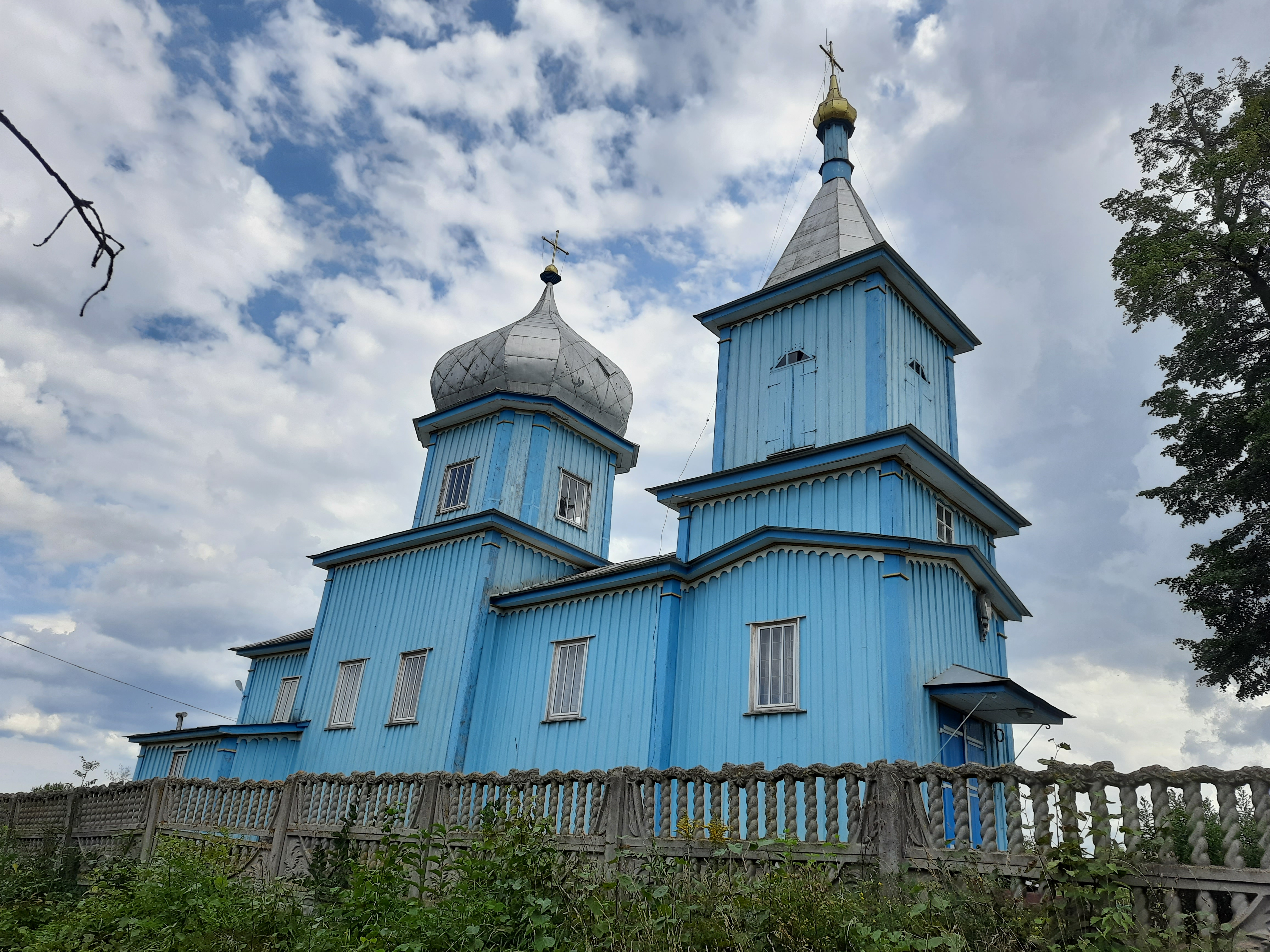
Церква Різдва Пресвятої Богородиці
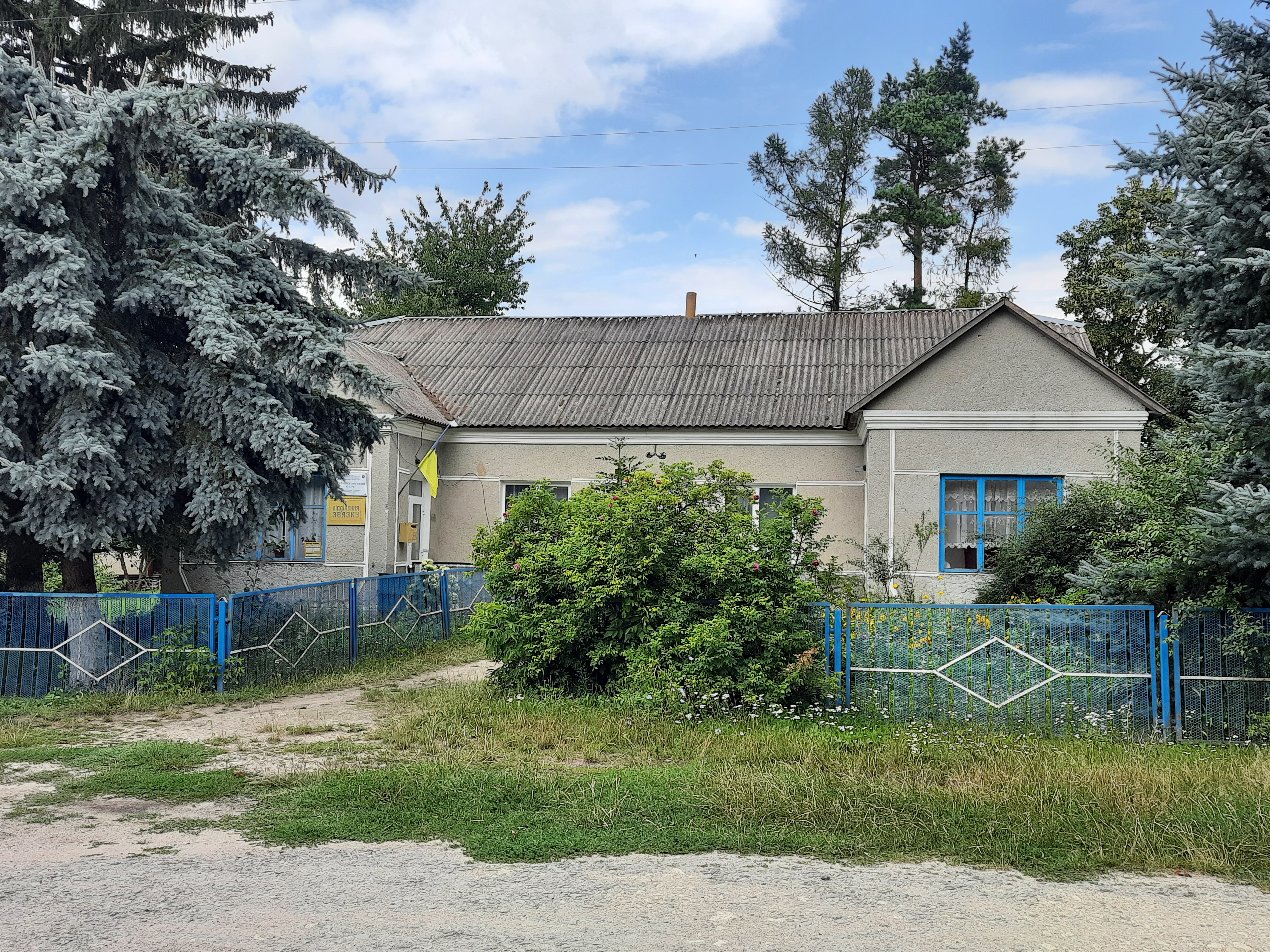
Старостат
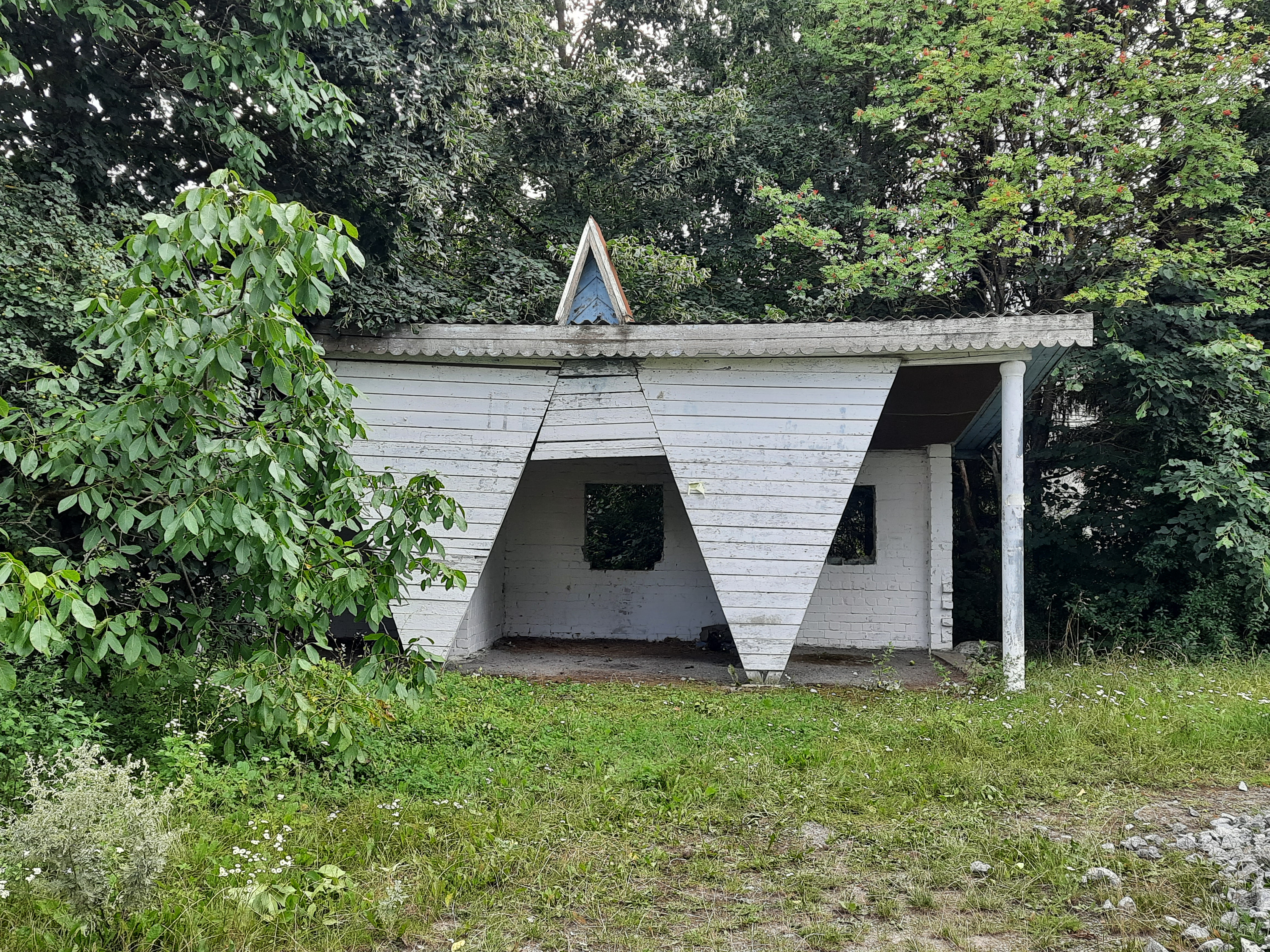
Автобусна зупинка
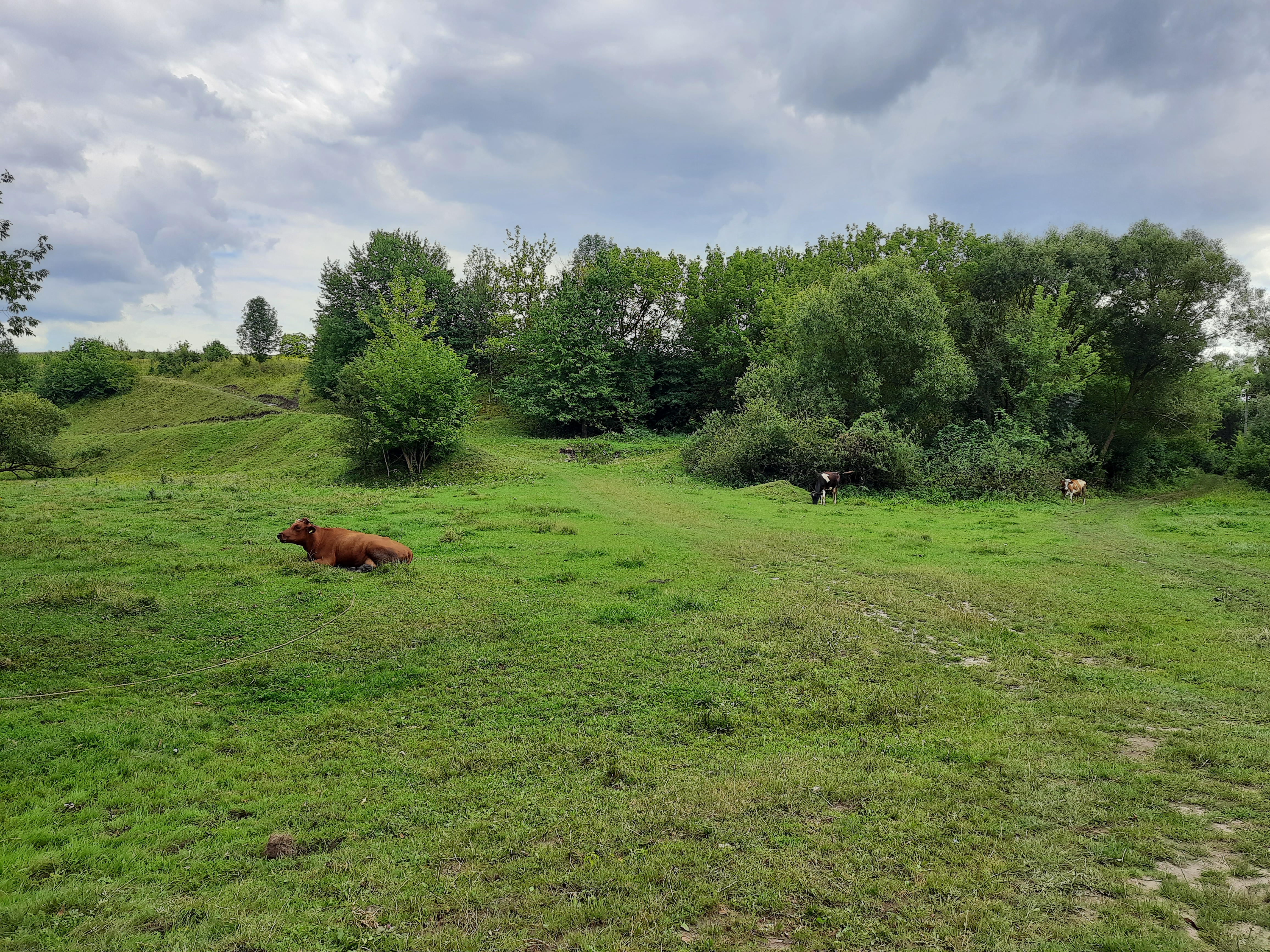
Краєвид біля села